# 中島川
中島川是位於日本長崎縣長崎半島的二級河川，其源頭位於長崎市區北側的烽火山，往西南進入市區後，在市區中與支流堂門川匯合，沿著風頭山山麓穿過市區，再於新地町附近轉往西，與銅座川會合後，再流入長崎港。

## 歷史
中島川過去在江戶時代被稱為「大川」，在19世紀中期以前，中島川是從現在的西濱町西側繼續往南流至新地町西北側位置進入長崎灣，但中島川帶來的泥沙常淤積在河口附近，江戶時代都會固定清理此區域的淤沙，但在19世紀末以後就不再清理這些淤沙，也因此造成出島周邊海域（現在的長崎稅關附近區域）的泥沙嚴重淤積；1880年代決定將出島東側區域作為永久陸地，因此將中島川自西濱町開始修改河道，先往西南至出島東北側，再往西沿著出島和江戶町之間進入長崎灣，出島也因此與新產生的陸地區域相連。

## 石橋群
在17世紀期間，由於在長崎東側的風頭山上建有許多寺廟，各寺廟為了建立自市區前往該寺廟的參道，多會在山麓旁的大川上建設石橋，因此當時陸續在此段河道上興建了石造橋樑；其中知名度最高的一座為已經被列為國家重要文化財產的眼鏡橋，其他還有多座橋梁也被列為長崎市的有形文化財產，
這些橋樑自完成後大多都曾經歷多次洪災而有大大小小的損壞，甚至在1982年的長崎大水災中，有多達六座建於17世紀的的石橋遭到完全沖毀，包括當時已經被列為國家重要文化財產的眼鏡橋共三座歷史石橋半毀。
水災過後,最初長崎縣政府打算擴大河道，拆除損毀的石橋改建成新式橋樑以避免再次發生水患，但遭到當地希望保留文化財產的居民反對。最後縣政府修改方針，決定在石橋群的原有河道兩側興建排水道，讓大部分河水可以從兩側排水道通過，減少原有河道的水量以保護這些歷史石橋。
該區域現在已被規劃為「中島川公園」，此段的河水中甚至有放養鯉魚。

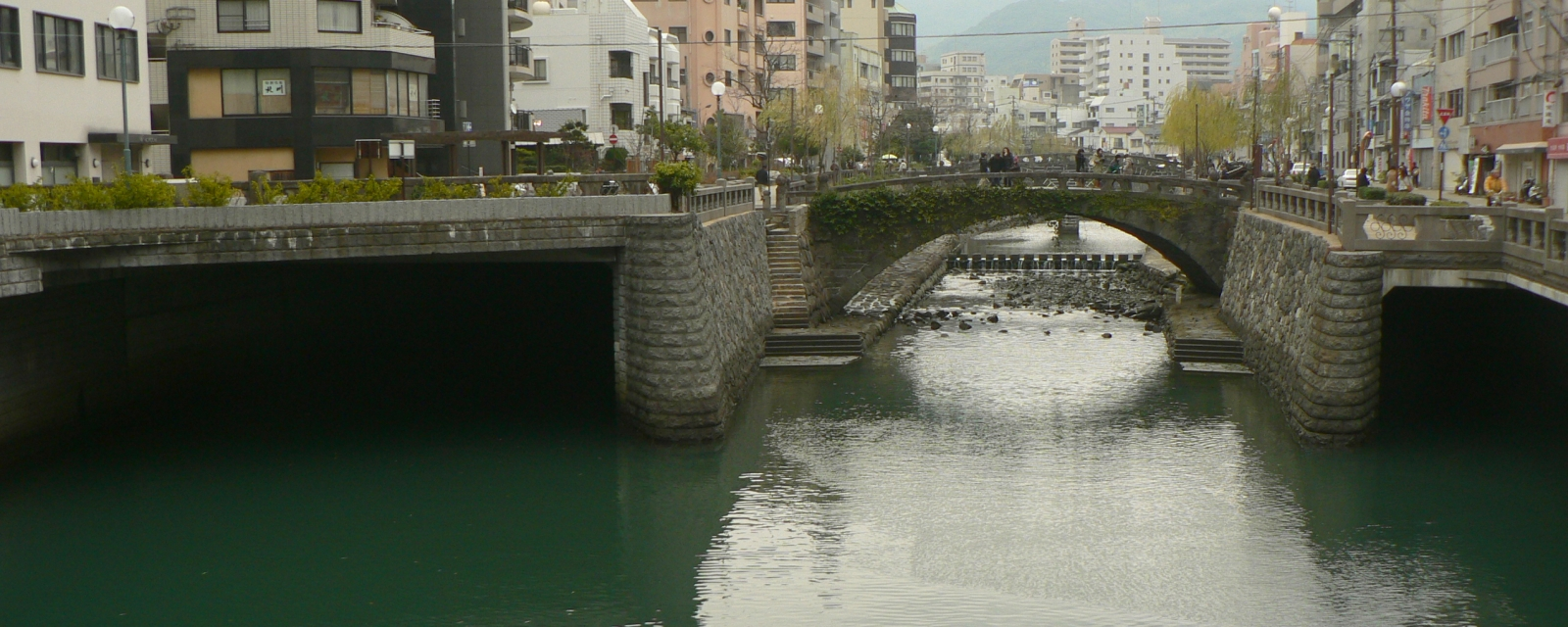
中島川及兩岸道路下的排水道出口，照片中間為袋橋，往上游方向望去

這些歷史石橋，過去在建造之初並未有正式的名稱，通常會直接採用橋樑所在地的地名，或是建造者的名稱來稱呼，到江戶時代後期，甚至從阿彌陀橋開始至銕橋之間的部分，是直接以位置順序分別以第一橋至第十五橋的方式來稱呼。
現在各古橋的正式名稱則是在1882年由當時擔任長崎區議長的西道仙所選定的。

## 市區段主要橋樑
圖例說明：
★：已被列為文化財產
：可供汽車通行
一之瀨橋（一ノ瀬橋） ★  （32°45′2.81″N 129°53′43.54″E / 32.7507806°N 129.8954278°E）
於1653年5月由當時擔任唐通事（中文翻譯官）的華人，第一代潁川藤左衛門－陳道隆所出資興建的石造橋梁，位於過長崎聯外道路－長崎街道上，在當時經過此橋就相當於進入了長崎；過去即稱之為，但並未有正式漢字名稱；由西道仙選定漢字為「一之瀨橋」。
橋面旁的欄杆有使用水泥修補過，橋墩也有用加強，由於過去沒有損壞的紀錄，外觀應大致維持在當年興建時樣貌。
古橋 ★  （32°45′10.52″N 129°53′30.3″E / 32.7529222°N 129.891750°E）
位於中島川的支流鳴瀧川上的石橋，於1654年3月由當時擔任唐通事的華人－林守壂（日本名：林仁兵衛）出資興建。
過去原本名為「中川橋」，1918年在其下游約28公尺處新建了一座橋梁，新橋接續使用了「中川橋」的名稱，而原本這座橋則改稱為「古橋」。
過去沒有損壞的紀錄，但由於路面鋪設的緣故，橋面高度已被墊高了約一公尺，因此實際上的歷史建築已被掩埋，但是從橋樑的側面及底部仍可以看到過去的歷史建築。
跨距僅5.1公尺，也是此區域最小的石橋。
中川橋 ★  （32°45′9.8″N 129°53′29.5″E / 32.752722°N 129.891528°E）
位於古橋（舊中川橋）下游處約28公尺處，當時為取代舊的中川橋供汽車通行，於1918年興建完成，橋面長14公尺
，路面雖已被重新鋪成柏油路面，但橋身外觀仍維持興建當時的樣貌；在興建時雖然日本已有使用鋼筋混泥土建橋的能力，但當時考慮到此地為外地進入長崎的出入口，故特地採用石材依傳統石橋形式興建。
中川橋在2009年列為國家登錄有形文化財產，也是長崎眾多石橋形成的石橋文化中，歷史最新的一座。
阿彌陀橋（阿弥陀橋） （第一橋）  （32°45′5.07″N 129°53′7.06″E / 32.7514083°N 129.8852944°E）
於1690年11月由貿易商園山善爾出資興建的石造橋梁，在當時為長崎第一座完全由日本人出資興建的橋梁；最初由於橋上設有「阿彌陀堂」，因此被稱為「極樂橋」，「阿彌陀橋」在當時只是別稱，直到19世紀末西道仙在決定橋梁名稱時才以「阿彌陀橋」作為正式名稱。
在1795年曾因洪水造成部分損壞；曾在1961年被長崎市政府列為有形文化財產，但在1982年的長崎大水災後，長崎市政府為改善中島川的河道，將阿彌陀橋拆除，以鋼筋混泥土重建；而拆除下來的舊橋材料有被保存下來，但至今仍為決定還原重建的地點。
高麗橋（第二橋）  （32°45′4.67″N 129°53′4.69″E / 32.7512972°N 129.8846361°E）
最初為石造橋梁，建於1652年12月，一般認為是由出身自中國蘇州的興福寺信徒，透過興福寺捐獻興建。由於現在橋梁所在地的伊勢町過去名為新高麗町，19世紀末西道仙將其命名為「高麗橋」。
過去沒有損壞的紀錄，不過在1866年麹屋町的商人池島正助曾個人出資整建過，1915年在橋面上以鋼筋混凝土擴建。曾在1961年被長崎市政府列為有形文化財產，但在1982年長崎大水災後，長崎市政府為改善中島川的河川，將高麗橋拆除重建；拆除下來的舊橋材料則在1993年在西山水庫前重新復原。
大手橋  （32°45′10.47″N 129°53′3.5″E / 32.7529083°N 129.884306°E）
位於中島川的支流堂門川上，也因此過去名為「堂門橋」，最初原為木造橋梁，於1650年由擔任唐通事的高大誦出資捐贈改建為石橋；「大手橋」的名稱一般認為是19世紀末由西道仙所命名。
1721年曾因洪水而損毀，後由附近居民集資修復，但在1934年為擴建道路而遭到改建，目前僅在橋面下方留有部分過去的拱橋結構。
鎮西橋 （32°45′9.25″N 129°53′3.11″E / 32.7525694°N 129.8841972°E）
位於中島川的支流堂門川上，於1934年所興建，其下方結構為半圓形石造拱橋，國道34號自此通過，現在也是長崎東部的主要聯外道路，長崎電氣軌道的路面電車也從橋上通過，甚至諏訪神社電車站就直接設在橋面上。
桃溪橋（桃渓橋） ★  （32°45′5.43″N 129°53′2.05″E / 32.7515083°N 129.8839028°E）
位於中島川的支流堂門川上，最初為石造橋梁，於1679年由來自中國的僧侶－僧卜意募資興建。當時由於旁邊的河岸有許多桃樹，為長崎著名的賞桃花地點，因而命名為「桃溪橋」。
1982年的長崎大水災中造成石橋半毀，在收回原有石材後，於1985年修復完成。
大井手橋（第三橋） （32°45′2.16″N 129°52′59.67″E / 32.7506000°N 129.8832417°E）
於1698年11月由岡正敏出資興建的石造橋梁，由於位處中島川主流與支流堂門川匯合後的第一座橋梁，兩條河川水量匯集後，常在洪水時造成橋樑的損壞，在文獻紀錄中1804年、1911年都曾經損壞；曾經在1961年被長崎市政府列為有形文化財產，但在1982年的長崎大水災中，更造成整座橋樑毀壞，現在的橋樑是在1986年以鋼筋毀凝土所重建。
網笠橋（第四橋）（32°45′0.09″N 129°52′58.76″E / 32.7500250°N 129.8829889°E）
於1699年由商人岸村氏夫妻出資興建，為中島川石造橋梁中最晚興建的一座；名稱源自橋樑旁的地名˙｢｣（現在的今博多町）。
1795年曾被洪水沖毀，1802年由長崎奉行所重建；曾經在1961年被長崎市政府列為有形文化財產，但在1982年的長崎大水災中也遭到全毀，現在的橋梁是在1986年以石橋形式重建完成。
古町橋（第五橋）（32°44′57.9″N 129°52′57.93″E / 32.749417°N 129.8827583°E）
於1697年12月由貿易商河村喜兵衛以其母親妙了尼的名義捐贈興建的的石造橋梁，由於位於古町旁，因此命名為「古町橋」。
曾多次因洪水而損毀，1721年損毀後，1739年由僧侶周傳重建，1796年再度損毀，1803年8月由長崎奉行所重建；曾經在1961年被長崎市政府列為有形文化財產，但在1982年的長崎大水災中再度遭到全毀，現在的橋樑是在1986年以石橋形式重建。
一覧橋（第六橋）（32°44′56.04″N 129°52′56.52″E / 32.7489000°N 129.8823667°E）
於1657年由擔任唐通事的高大誦出資捐贈的的石造橋梁，「一覽橋」的名稱一般認為是由西道仙所命名。1721年、1795年都曾因洪水而損壞，1801年由長崎奉行所重建；曾經在1961年被長崎市政府列為有形文化財產，但在1982年的長崎大水災中再度遭到全毀，於1986年以石橋形式重建完成。
芊原橋（第七橋）  （32°44′54.66″N 129°52′55.18″E / 32.7485167°N 129.8819944°E）
最初為1681年8月之前所建的的石造橋梁，出資者不明，過去由於橋梁的兩岸分別為中紺屋町和今紺屋町，因此被稱為中紺屋町橋或今紺屋町橋；1882年由西道仙命名為「芊原橋」，名稱中的「芊」指的是草叢生長茂密的樣子，據說當時本地長有茂密的草叢。
在1721年、1796年都曾因洪水而損壞，1804年由長崎奉行所重建；在20世紀中曾以混凝土進行部分修改，之後也曾在1961年被長崎市政府列為有形文化財產，但在1982年的長崎大水災中再度遭到全毀，於1986年以鋼筋混凝土重建完成。
東新橋（第八橋） （32°44′52.75″N 129°52′53.22″E / 32.7479861°N 129.8814500°E）
最初為石造橋梁，於1673年8月興建，出資者不明，由於過去橋的東岸為東新町，因此被稱為「東新橋」。
1721年、1795年分別被洪水兩度沖毀，1800年8月由長崎奉行所重建；曾被長長崎市政府列為有形文化財產，但在1982年的長崎大水災中再度遭到沖毀，在重建時考慮到水利工程，於1986年以架高的石橋的形式重建完成，因此現在穿越這座橋需要經過橋面上的階梯。
魚市橋（第九橋）  （32°44′51.12″N 129°52′51.38″E / 32.7475333°N 129.8809389°E）
最初為於1699年由岡正恒出資建造的石造橋梁，由於近有魚市場而被西道仙命名為「魚市橋」。在1721年、1795年、1810年都曾遭到洪水沖毀，因此在1903年即利用原有在河道中間的橋墩改建為鐵橋，1925年再改建為鋼筋混凝土橋梁，2006年進行擴建，將橋面寬度加寬至9公尺，同時移除橋下的橋墩。
眼鏡橋（第十橋） ★ （32°44′49.82″N 129°52′48.31″E / 32.7471722°N 129.8800861°E）
於1634年由興福寺的第二代華人住持黙子如定邀請來自中國的工匠所興建，是中島川上第一座石造橋梁，也是全日本第一座石拱橋（不含當時屬於琉球王國的天女橋）；由西道仙命名為「眼鏡橋」。
1648年曾遭到洪水沖毀，此後由平戶好夢重新修復建，1953年開始禁止車輛通行，1960年被日本政府列為重要文化財；但在1982年的長崎大水災中嚴重損毀，1983年依原樣貌修復完成。
袋橋（第十一橋） ★ （32°44′48.53″N 129°52′45.8″E / 32.7468139°N 129.879389°E）
最初原本是帶屋頂的木造橋樑，在1647年遭洪水沖毀後，約在1648至1655年之間以石橋重建，出資者不明，在現存的中島川石橋中，是繼眼鏡橋後第二座建造的石橋。過去由於橋邊的地名為袋町，被稱為「袋町橋」，在19世紀末由西道仙命名為「袋橋」。
袋橋經歷多次洪水都未遭到損害，1961年被長崎市政府列為有形文化財產，但在1982年的長崎大水災中遭到部分損毀，在回收流失的原材料後，於1985年修復。
常盤橋（第十二橋）  （32°44′47.18″N 129°52′43.15″E / 32.7464389°N 129.8786528°E）
常盤橋建於1912年，原址最初在1624年至1644年期間為帶屋頂的木造橋梁，由於兩岸連接本古川町和本紺屋町，最初被稱為「古川町橋」或「本紺屋町橋」；1679年由魏之琰出資捐建改建為石造拱橋，1795年一度遭洪水沖毀，1803年由長崎奉行所重建。
19世紀末由西道仙命名為「古川橋」，1912年因周邊居民希望改善交通，遭拆除以鋼筋混凝土重建，新橋改命名為「常盤橋」，2001年曾再次重建。
在1945年時，常盤橋原本是美軍投下原子彈的目標點，但由於當時市區內遭雲層覆蓋，才改於西北方向約3.4公里處的松山町投下。
賑橋（第十三橋）  （32°44′46.08″N 129°52′40.48″E / 32.7461333°N 129.8779111°E）
賑橋所在位置最初原為以地名榎津町命名為「榎津橋」的帶屋頂木造橋梁，在1666年由崇福寺的信眾何高材出資改建為石造拱橋，1795年一度被洪水沖毀，1799年由長崎奉行所重建。1901年改建為鐵橋，並更名為「賑橋」，1928年再改建為鋼筋混凝土橋，1990年再次重建。
萬橋（第十四橋）  （32°44′44.76″N 129°52′38.42″E / 32.7457667°N 129.8773389°E）
於1678年由來自京都的金屋喜右衛門捐贈興建，最初由於位於築町和萬屋町之間，被稱為「萬屋町橋」，在江戶時代也是中島川的石橋中位於最下游的一座；於19世紀末由西道仙命名為「萬橋」。
1797年一度被洪水沖毀，1801年由長崎奉行所重建完成，1915年以鋼筋混凝土改建，後由於1971年、2002年兩次改建。2002年的改建在2003年獲得好設計獎。
玉帶橋（玉帯橋） ※已被拆除
位於中島川的支流銅座川上，最初為石造拱橋，於1651年興建，19世紀末由西道仙命名為「玉帶橋」；原址位於現在的崇福寺電車站附近，1936年遭拆除改建為鋼筋混凝土橋梁；1968年長崎電氣軌道從思案橋電車站延伸至現在的崇福寺電車站時，將這一段的銅座川加蓋成地下渠溝，玉帶橋也因此遭到拆除。
銕橋（第十五橋） （32°44′40.98″N 129°52′35.7″E / 32.7447167°N 129.876583°E）
最早在1632年由當時擔任長崎奉行的竹中重義在此興建帶屋頂的木造橋梁，最出名為「大橋」，但在遭到洪水沖毀後就未再重建。直到1868年才以鐵橋形式建了新橋，1931年以鋼筋混凝土改建，1990年再次重建，現在為連接濱町拱廊的人行專用橋梁。
中央橋 （32°44′39″N 129°52′34.4″E / 32.74417°N 129.876222°E）
建於1952年11月，國道324號自此通過，由於連結縣廳坂和濱之町、思案橋，為通往長崎市東南部的主要幹道，交通量非常大。2009年改建後曾在2010年獲得獲得好設計獎。
長久橋 （32°44′37.58″N 129°52′32.28″E / 32.7437722°N 129.8756333°E）
建於1967年3月，緊鄰中央橋，也由於長崎巴士的長崎新地巴士總站發出的許多客運路線都會通過此橋，橋上交通流量也非常大。
出島橋  （32°44′36.75″N 129°52′26.87″E / 32.7435417°N 129.8741306°E）
最初是1890年建於中島川河口的「新川口橋」，為桁架桥形式，1910年被遷移到現址，目前橋上僅有南往北的單行道；現在是日本現存最古老的鐵橋，在2003年獲選為土木學會選獎土木遺產。
出島表門橋（32°44′37.5″N 129°52′23.3″E / 32.743750°N 129.873139°E）
此地點過去即為出島連接長崎本土的表門橋位置，原本的表門橋在1887年隨著中島川往西延伸至長崎灣的水利工程而被拆除；2017年2月為出島復元計畫的一部分開始重建，同年11月啟用。2017年獲得土木學會田中獎。
玉江橋  （32°44′40.58″N 129°52′18.45″E / 32.7446056°N 129.8717917°E）
於1969年3月完工，國道499號自此通過。
大波止橋 （32°44′42.57″N 129°52′14.65″E / 32.7451583°N 129.8707361°E）
於2000年3月完工，也是目前中島川最下游的一座橋樑。